# Welfensage

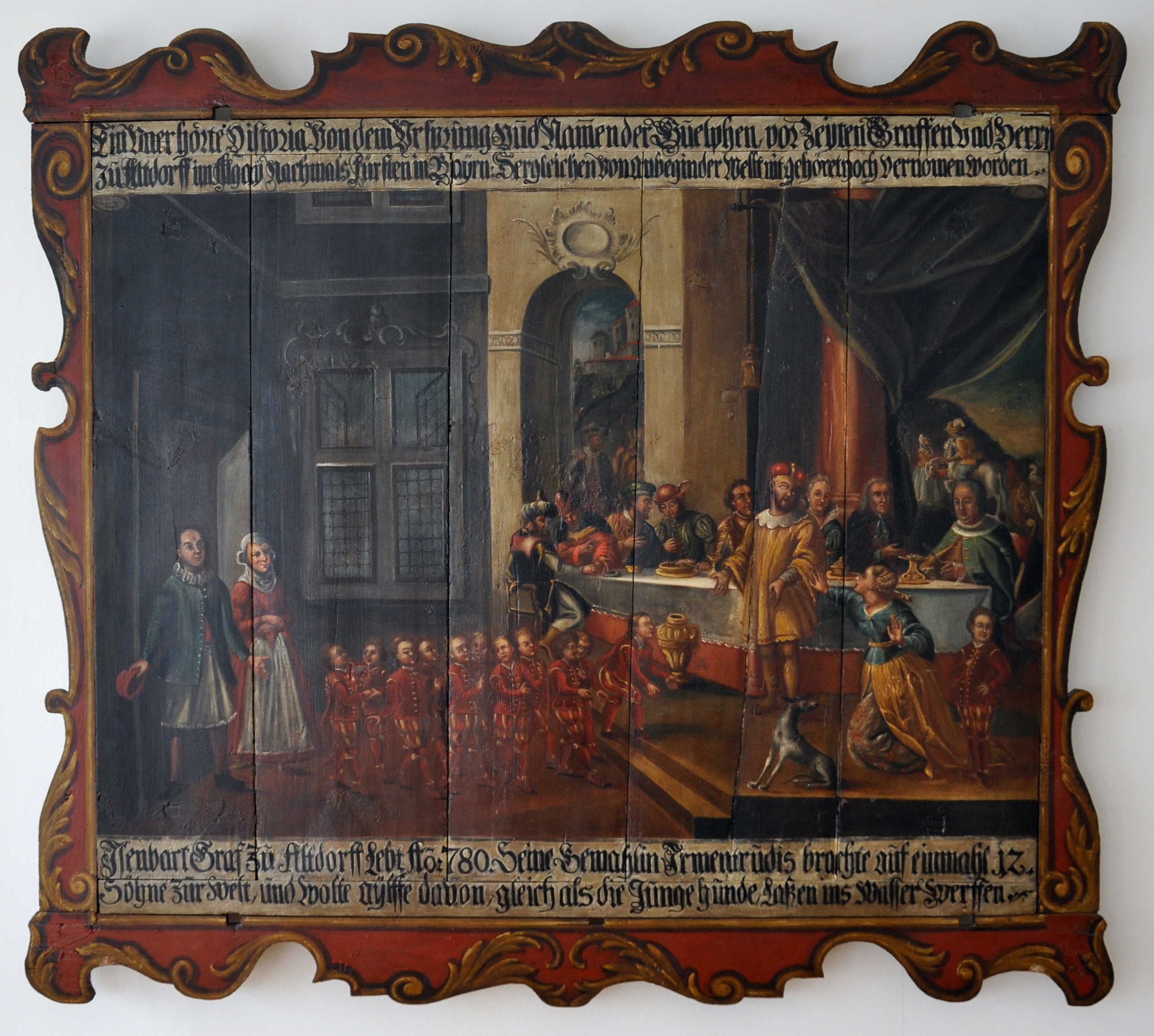
Die Welfensage (in der Version mit den 12 Kindern) auf einem Ölgemälde des 17.–18. Jahrhunderts

Die Welfensage ist eine spätmittelalterliche Sage, die von der Namensgebung des Herrscherhauses der Welfen berichtet. Es existieren mehrere Versionen der Sage.

## Sage

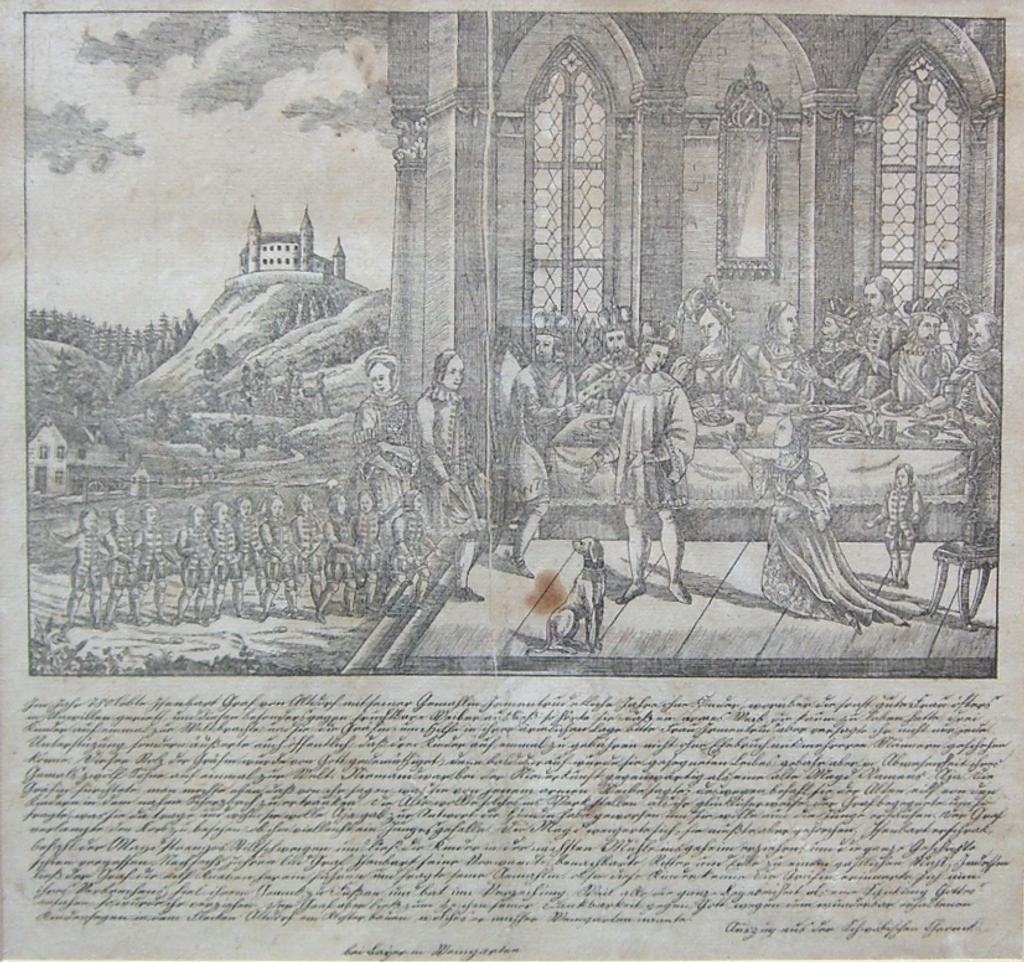
Welfensage, Kupferstich (18. Jhdt.)

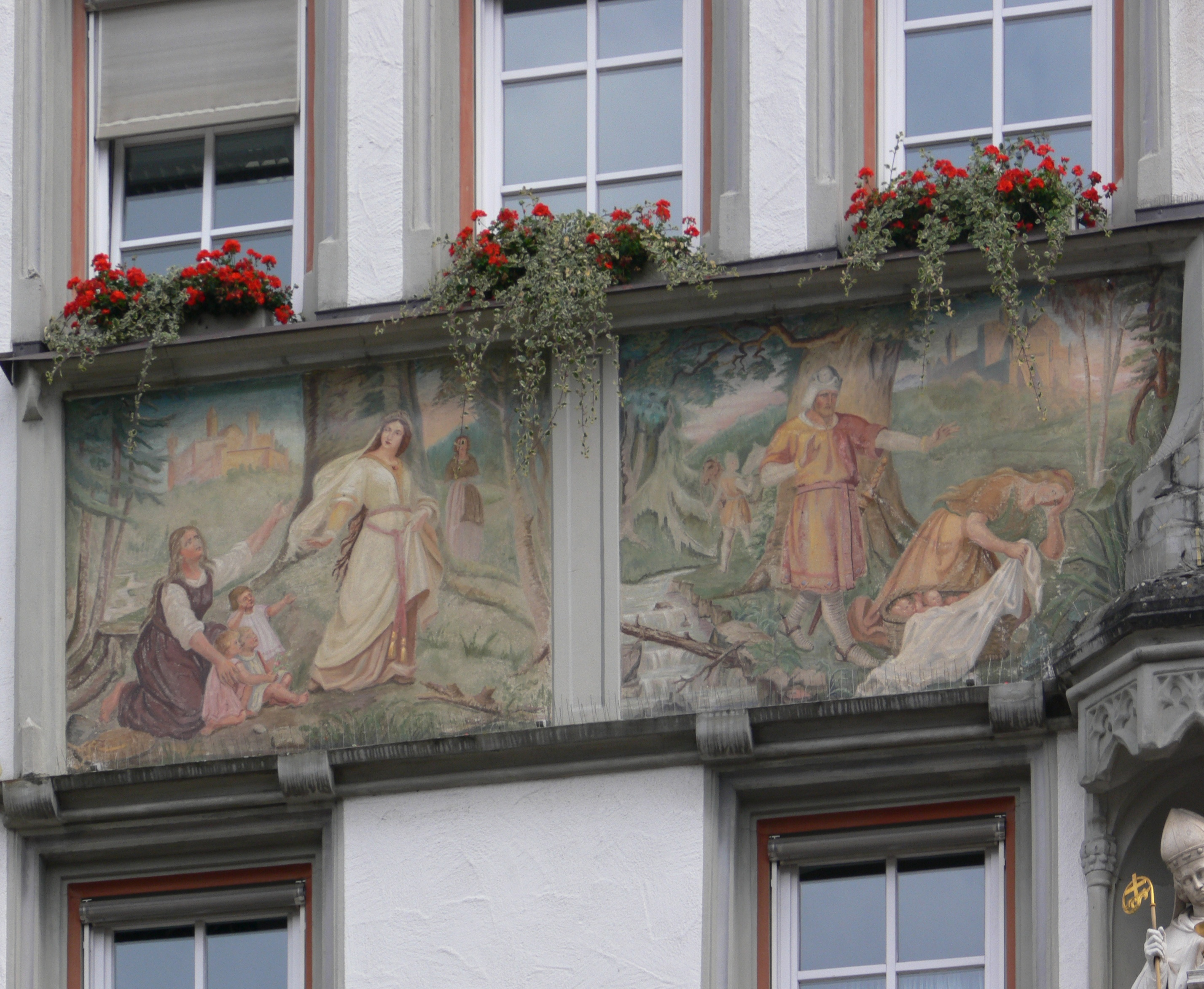
Die Welfensage an der Fassade des Amtshauses zu Weingarten

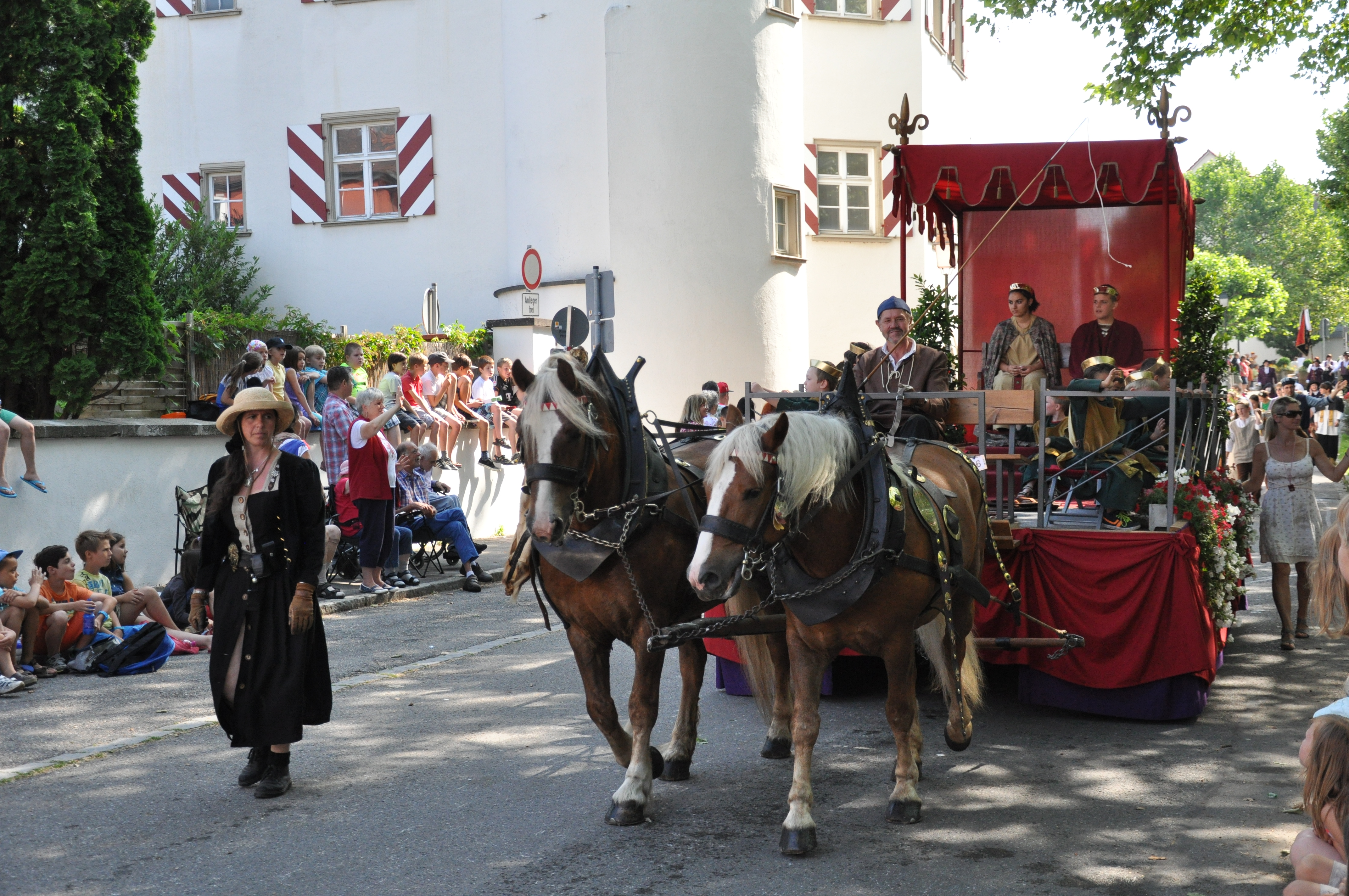
Welfenfest Weingarten, Festzug 2013: Festwagen „Welfensage“

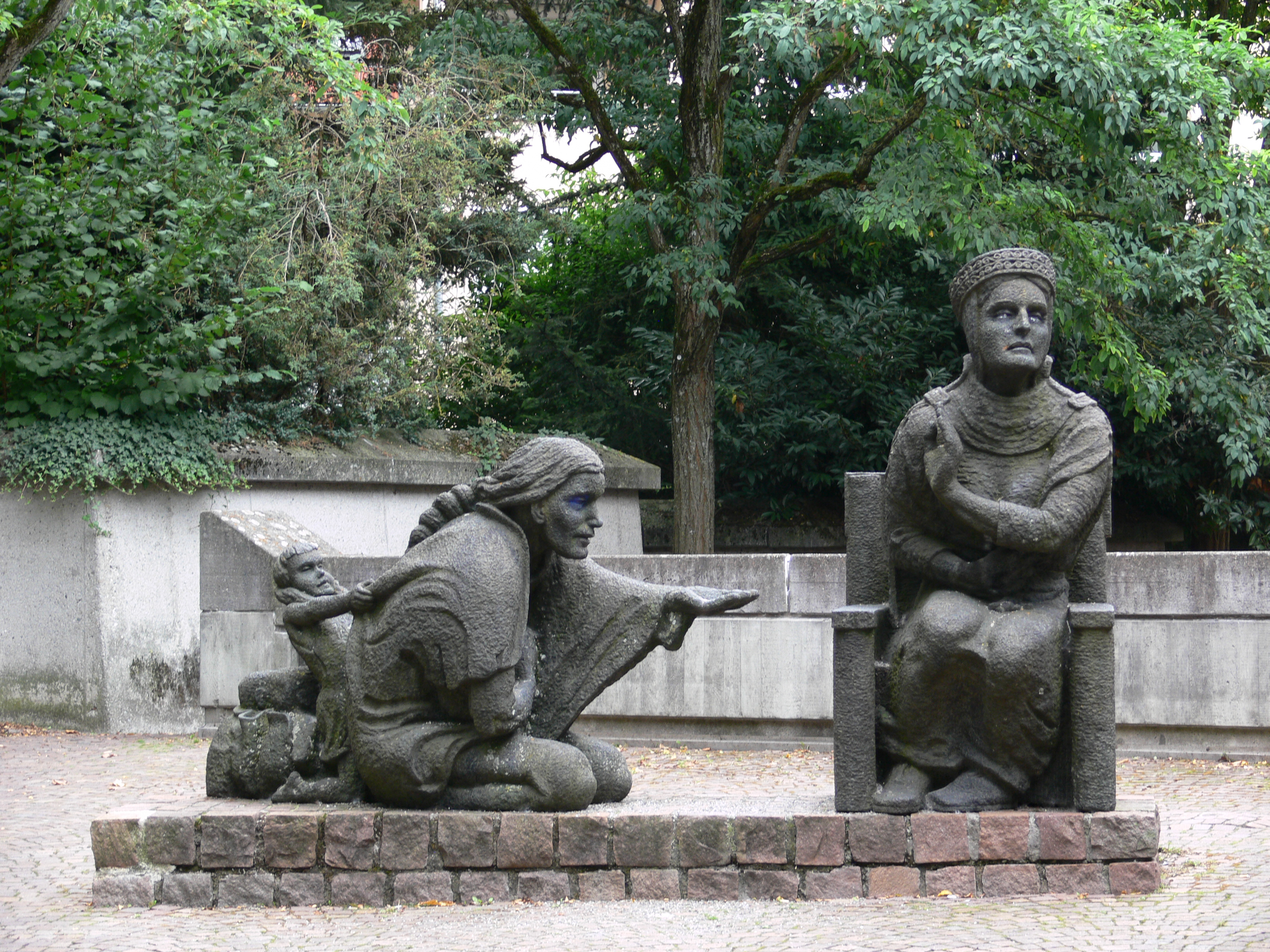
Weingarten (Württemberg), Kleiner Münsterplatz, Skulpturengruppe „Welfensage“ von Eberhard Martin Schmidt

Nach einer populären Version geht die Sage so:
Vor langer Zeit stand bei Weingarten eine Burg, auf welcher der mächtige Graf von Altdorf lebte. Das Volk verehrte ihn als strengen, aber gerechten Herrn, wohingegen seine Frau wegen ihrer Hartherzigkeit und ob des Geizes gefürchtet war. Ihr begegnete eine arme Witwe, die sie um ein Almosen für ihre Kinder bat. Als diese von der Gräfin mit bösen Worten zurechtgewiesen wurde, stieß sie eine Verwünschung gegen die Adelige aus. Bald darauf kam die Gräfin nieder und gebar zwölf Knaben. Das galt damals als böses Zeichen, denn nach mittelalterlicher Vorstellung versinnbildlichten Mehrlingsgeburten den Ehebruch: „Wie viel Kinder, so viel Väter sind’s“, gingen damals die Worte. So ließ die Gräfin elf Jungen heimlich beiseiteschaffen. Eine Magd sollte sie im Bach ertränken. Unglücklich machte sich diese auf den Weg. Kaum hatte sie die Burg verlassen, kam ihr der Graf entgegen, der eben von der Jagd heimkehrte. Auf die Frage, was denn in ihrem Korbe getragen werde, antwortete die junge Frau zitternd, es seien elf junge Welpen, die sie ertränken solle, weil die Gräfin das laute Gebell so sehr störe. Misstrauisch befahl der Graf, den Korb zu öffnen. Da fiel die Magd schluchzend vor ihm nieder und gestand, was geschehen war. Als der Graf seine Fassung wiedergefunden hatte, hieß er die Magd, der Gräfin auszurichten, sie hätte ihren Auftrag ausgeführt, ansonsten solle sie aber schweigen. Er selbst gab die Knaben einem Müller in der Nachbarschaft zur Pflege, sagte ihm aber nichts über ihre Herkunft. Jahre vergingen. Als die Knaben herangewachsen waren, lud der Graf zu einem großen Fest und erzählte bei Tische manche Geschichte; auch von einer Mutter, die ihre eigenen Kinder wie junge Welpen ertränken lassen wollte. Welche Strafe denn eine solche Mutter verdiene, wandte er sich an seine Gemahlin. Böses ahnend stammelte diese: „Den Tod.“ Auf ein Zeichen des Grafen öffnete nun die Magd die Türen des Rittersaals und die elf Knaben traten mit dem Müller ein. Der Graf berichtete seinen Gästen, was sich vor Jahren zugetragen hatte. Die Gräfin warf sich ihm zu Füßen und bat um Gnade. Nur durch die Fürsprache der Söhne ließ sich der Graf erweichen und verschonte ihr Leben. Die Knaben aber wurden fortan „die Welfen“ genannt.
Diese Version genießt in Weingarten und Ravensburg bis heute Popularität. Sie wird in einem Fresko am Amtshaus der Stadtverwaltung Weingarten gespiegelt, das 1865 vom damaligen Welfenkönig Georg V. von Hannover gestiftet, um an die Abstammung seiner Familie zu erinnern. Bei ihrem ersten Deutschlandbesuch 1965 soll die britische Königin Elizabeth II. ebenfalls Weingarten besucht haben, weil die Familie Windsor ihre Abstammung u. a. auf die Welfen zurückführt.

## Andere Version
Nach Alexander Schöppner geht die Sage in ihrer ursprünglichen Version so:
Herzog Balthasar von Schwaben und seine Frau, die Tochter Herzog Albans von München, konnten vierzehn Jahre keine Kinder bekommen. Balthasar verabredete deshalb mit seinem Jäger, dem er in allen Dingen traute, dass die nächste Schwangerschaft der Frau des Jägers geheim gehalten werden und gleichzeitig die Herzogin eine Schwangerschaft vortäuschen sollte. Nach der Niederkunft wurde dieses Kind der Herzogin gebracht und dort als ihres ausgegeben. Der Knabe erhielt den Namen Bundus. Die Nachbarn des Jägers aber hatten in dieser Nacht Lärm gehört und fragten den Jäger, was bei ihm zu Hause vorgefallen sei. Er antwortete, dass seine Jagdhunde Welpen bekommen hätten.
Als der Junge vierzehn Jahre alt war, wollte er mit den Jägern gehen, und als er zweiundzwanzig war, starb der alte Herzog. Nun sollte Bundus mit der Herzogin von Geldern verheiratet werden. Der Jäger hatte zu dieser Zeit jemanden am Hofe angegriffen und war deshalb in den Turm geworfen worden.
Dessen Frau bat nun so eindringlich darum, vertraulich mit dem jungen Herzog sprechen zu dürfen, dass der junge Herr sie einließ und alle anderen des Raumes verwies. Da fiel sie ihm um den Hals, nannte ihn ihren lieben Sohn und eröffnete ihm, dass sie und der Jäger seine Eltern seien.
Da erschrak Bundus sehr und rief seinen Beichtvater, der ihm von einer Ehe abriet, wolle er nicht seine Seele verlieren. Also rief Bundus den Hugo von  Heiligenberg zu sich, übertrug ihm mit Zustimmung der anderen Landherren die Regentschaft über Schwaben und veranlasste eine Ehe zwischen Hugo und der Herzogin von Geldern.
Er selbst aber nahm viel Geld und Güter und ging ins Kloster Altorf, wo er Gott neunundzwanzig Jahre ergeben diente. Kurz vor seinem Tod rief er Herzog Hugo und die mächtigsten Landesherren zu sich. Er offenbarte ihnen, wessen Sohn er war und erzählte ihnen seine Geschichte. Seither wird er Herzog Wolf (Welf) genannt und so ist er in die Geschichte eingegangen.

## Entstehung
Die Sage in ihrer spätmittelalterlichen Version fußt auf Thomas Lirers Schwäbischer Chronik von 1485. Lirer erwähnt in Abschnitt 8 einen (historisch nicht bekannten) Herzog Balthasar von Schwaben, auf den als unrechtmäßiger Herzog sein Sohn Bundus folgt.
Der Zusammenhang von Lirers Bericht mit dem Geschlecht der Welfen ist jedoch nur vage. Tatsächlich sind die Welfen als Geschlecht und mit diesem Namen schon im Frühmittelalter mit Graf Welf I. zur Zeit Karls des Großen bekannt, dessen Sohn und Erbe, Kaiser Ludwig der Fromme, Welfs Tochter Judith († 9. April 843) geheiratet hat. Um die Mitte des 9. Jahrhunderts kam das mittlere Schussental als Grafschaft Schussengau in Besitz des schwäbischen Zweiges der Welfen (ursprünglich Franken aus dem Maas-Mosel-Raum), die in Altdorf gegenüber dem Martinsberg eine Pfalz errichteten, ihre neue Stammburg. Die Sage ist daher sicher erst nachträglich konstruiert und auf das Geschlecht bezogen worden.